# Спрінгдейл Тауншип (округ Аллегені, Пенсільванія)
Спрінгдейл Тауншип (англ. Springdale Township) — селище (англ. township) в США, в окрузі Аллегені штату Пенсільванія. Населення — 1540 осіб (2020).

## Демографія
Згідно з переписом 2010 року, у селищі мешкало 1636 осіб у 795 домогосподарствах у складі 474 родин. Було 837 помешкань
Расовий склад населення:
| - 99,6 % — білих - 0,2 % — чорних або афроамериканців - 0,1 % — корінних американців - 0,1 % — азіатів |

До двох чи більше рас належало 0,1 %. Частка іспаномовних становила 0,6 % від усіх жителів.
За віковим діапазоном населення розподілялося таким чином: 13,9 % — особи молодші 18 років, 62,9 % — особи у віці 18—64 років, 23,2 % — особи у віці 65 років та старші. Медіана віку мешканця становила 50,5 року. На 100 осіб жіночої статі у селищі припадало 92,0 чоловіків;  на 100 жінок у віці від 18 років та старших — 90,7 чоловіків також старших 18 років.
Середній дохід на одне домашнє господарство  становив 58 314 долари США (медіана — 48 438), а середній дохід на одну сім'ю — 69 379 доларів (медіана — 52 434). Медіана доходів становила 48 333 долари для чоловіків та 35 500 доларів для жінок. За межею бідності перебувало 11,3 % осіб, у тому числі 18,6 % дітей у віці до 18 років та 5,7 % осіб у віці 65 років та старших.
Цивільне працевлаштоване населення становило 830 осіб. Основні галузі зайнятості: освіта, охорона здоров'я та соціальна допомога — 22,7 %, виробництво — 17,2 %, мистецтво, розваги та відпочинок — 14,3 %.